# Дръзки (улица във Варна)
Вижте пояснителната страница за други значения на Дръзки.
„Дръзки“ е улица във Варна, намираща се в район Одесос. Тя е почти успоредна на южната част на ул. „Преслав“ (бивша „Цариградска“). Пресича площад Атанас Буров.
Наречена е на българския военен кораб от Балканската война „Дръзки“.
Улицата е разположена в историческия център на Варна, в близост до пристанището.
Сградите са построени преди 20-те години на ХХ век, предимно обслужващи търговски дружества, офиси и банки. Сградите от източната страна са с две лица, към ул. „Дръзки“ и ул. „Преслав“.
През 1984 година, по проект на арх. Люляна Панайотова, е изграден коплекс за обществено хранене „Дръзки“. Северната част на улицата е направена пешеходна със стълби, а в голяма част от сградите са отворени заведения. Част от които са винарна „Галерата“, млечен бар „Брезите“, бърза закуска „Гларус“, сладкарница „Сирена“, гостилница „Старата къща“ и кафе-аперитив „Амфора“. По това време, сред жителите на Варна, става известна като улица Напий се сам, в контраст на съседната ул. „Цариброд“, наречена от варненци, Направи си сам.
Всички сгради на улицата представляват ансамбъл от недвижима културна ценност.